# 東條猛
東條 猛（とうじょう たけし、1896年11月9日 - 没年不詳）は、日本の俳優である。新漢字表記東条 猛、本名竹内 節（たけうち たかし）。新派出身であったが、時代劇にも現代劇にも出演、マキノ・プロダクション、大都映画の作品の脇を固めた助演俳優として知られる。

## 人物・来歴
1896年（明治29年）11月9日、兵庫県印南郡志方村（現在の同県加古川市志方町）に生まれる。
旧制小学校卒業後の満13歳のころ、1910年（明治43年）、壮士芝居出身の縣妻吉（県妻吉）の一座に参加、大阪・道頓堀の朝日座で新派俳優としてデビューする。その後、満19歳となった1926年（大正15年）、京都の日活大将軍撮影所に入社、同年10月に各社競作した『鳴門秘帖』等に出演し、やがて同社を退社して、松竹下加茂撮影所に移籍する。満21歳となった1928年（昭和3年）には、牧野省三のマキノ・プロダクションに移籍、同年3月15日に公開された『女心紅椿』（監督小石栄一）、同年6月29日に公開された『雷電』（監督牧野省三・松田定次）、同年10月20日に公開された『浪人街 第一話 美しき獲物』（監督マキノ正博）等に立て続けに出演、重要な役どころで助演した。
1929年（昭和4年）7月25日、牧野省三が亡くなり、同年9月にマキノ正博を核とした新体制が発表になると、東條は、嵐冠三郎、荒木忍、南光明、根岸東一郎、谷崎十郎、阪東三右衛門、新見映郎、都賀清司、大谷鬼若らとともに「俳優部男優」に名を連ねた。その後、新体制下のマキノ・プロダクションは財政が悪化し、1931年（昭和6年）6月、同社解散により退社した。記録に残る同社での最後の出演作は、1931年（昭和6年）4月17日に公開された『三日月次郎吉』（監督吉野二郎）であった。同社解散後、多くが新興キネマに移籍したように、東條は、1932年（昭和7年）、新興キネマと配給提携を行う製作会社・尾上菊太郎プロダクションに移籍、2作に出演して、新派実演の世界に戻った。
1935年（昭和10年）2月、東京の大都映画に入社、映画界に復帰する。当時、すでに多くの映画会社はトーキーに切り替えていたが、同社は依然サイレント映画を製作しており、東條が初めてトーキーに出演したのは、1939年（昭和14年）1月10日に公開された『神変唐獅子』（監督石山稔）であった。1942年（昭和17年）1月10日、戦時統制により、同社は新興キネマ、日活の製作部門と合併して大映を形成するが、このときを機に、東條は満47歳で映画界から姿を消した。記録に残る同社での最後の出演作は、1941年（昭和16年）10月9日に公開されたトーキー『黒潮鬼 前後篇』（監督後藤昌信）であった。時代は第二次世界大戦に突入、戦後の消息については伝えられていない。没年不詳。

## フィルモグラフィ
クレジットはすべて「出演」である。公開日の右側には役名、および東京国立近代美術館フィルムセンター（NFC）、マツダ映画社所蔵等の上映用プリントの現存状況についても記す。同センター等に所蔵されていないものは、とくに1940年代以前の作品についてはほぼ現存しないフィルムである。資料によってタイトルの異なるものは併記した。

### 日活大将軍撮影所
前半はすべて製作は「日活大将軍撮影所」、配給は「日活」、すべてサイレント映画である。
- 『鳴門秘帖 第一篇』 : 監督辻吉郎、1926年10月31日公開
- 『鳴門秘帖 第二篇』 : 監督辻吉郎、1926年12月10日公開
- 『鳴門秘帖 第三篇』 : 監督辻吉郎、製作日活太秦撮影所、1927年2月9日公開
- 『鳴門秘帖 第四・五篇』 : 監督辻吉郎、製作日活太秦撮影所、1927年5月22日公開
- 『鳴門秘帖 第六篇』 : 監督辻吉郎、製作日活太秦撮影所、1927年7月31日公開
- 『鳴門秘帖 最終篇』 : 監督辻吉郎、製作日活太秦撮影所、1927年9月15日公開

### マキノプロダクション御室撮影所
すべて製作は「マキノプロダクション御室撮影所」、配給は「マキノ・プロダクション」、すべてサイレント映画である。
- 『女心紅椿』 : 監督小石栄一、1928年3月15日公開
- 『雷電』 : 監督牧野省三・松田定次、1928年6月29日公開 - 谷風、18分尺で現存（マツダ映画社所蔵[8]）
- 『捕吏』 : 総指揮マキノ省三（牧野省三）、監督中島宝三、1928年7月6日公開 - 平塚源太夫
- 『浪人街 第一話 美しき獲物』（『浪人街 第一話』[5]） : 総指揮マキノ省三、監督マキノ正博、1928年10月20日公開 - 小幡七郎右衛門、7分尺の断片が現存（マツダ映画社所蔵[8]）
- 『血吹雪 誉の陣太鼓』 : 監督押本七之輔、1929年2月15日公開 - 雷五郎兵衛
- 『正伝 高山彦九郎』 : 監督押本七之輔、1929年2月22日公開 - むさゝびの権三
- 『西南戦争』 : 総指揮マキノ省三、監督中島宝三、1929年10月4日公開 - 西郷隆盛
- 『国定忠次の遺児』 : 監督二川文太郎、1929年10月17日公開 - 清水巌鉄
- 『彦左漫遊記』 : 監督吉野二郎、1929年11月28日公開 - 笹川軍太夫
- 『かわいさうな大九郎』 : 監督松田定次、1929年12月13日公開 - 無頼漢、34分尺で現存（NFC所蔵[6]）
- 『地獄剣』[4][5]（『地獄劔』[5]） : 監督並木鏡太郎、1929年11月29日公開 - 情婦眼八
- 『天保水滸伝』 : 監督押本七之輔、1930年1月5日公開 - 勢力富五郎
- 『特急本塁打』 : 監督三上良二、1930年1月10日公開 - 太田喜左衛門
- 『人斬伊太郎』 : 監督並木鏡太郎、1930年2月28日公開 - 遠江吉郎右門
- 『祇園小唄絵日傘 第一話 舞の袖』 : 監督金森万象、1930年2月28日公開 - 藤兵衛はん、50分尺で現存（神戸映画資料館所蔵[10]） / 53分尺で現存（NFC所蔵[11]）
- 『日本巌窟王 前篇』 : 監督中島宝三、1930年3月14日公開 - 山崩れの岩童
- 『二刀流遍路 前篇』 : 監督勝見正義、1930年3月21日公開 - 佐々木巌流
- 『二刀流遍路 後篇』 : 監督勝見正義、1930年3月28日公開 - 佐々木巌流
- 『日本巌窟王 後篇』 : 監督中島宝三、1930年4月4日公開 - 山崩れの岩童
- 『煉獄二道』 : 監督吉野二郎、1930年6月13日公開 - 長崎奉行長谷川藤広
- 『祐天吉松』 : 監督吉野二郎、1930年8月22日公開 - 猪熊三次
- 『須磨の仇浪』 : 監督三上良二、1930年10月3日公開 - 山上荘平
- 『鬼薊就縛』 : 監督根岸東一郎、1930年11月7日公開 - 浪花屋金兵衛、84分尺で現存（NFC所蔵[6]）
- 『信州侠客伝』（『信州侠客陣』[5]『兇状旅信州路』[6]） : 監督中島宝三、1930年11月14日公開 - 代官根津久右衛門、『兇状旅信州路』題・70分尺で現存（NFC所蔵[6]）
- 『嵐山小唄 しぐれ茶屋』 : 監督金森万象、1930年11月21日公開
- 『続お洒落狂女』 : 監督吉野二郎、1930年12月19日公開 - 鶴渡り岡右衛門
- 『里見八剣伝』 : 監督吉野二郎、1931年1月5日公開 - 金腕大輔
- 『処女爪占師』 : 監督吉野二郎、1931年2月13日公開 - 種田一火
- 『紅蝙蝠』 : 監督勝見正義、1931年3月13日公開 - 谷ツ山太郎左衛門
- 『塩原多助』 : 監督吉野二郎、1931年3月27日公開
- 『三日月次郎吉』 : 監督吉野二郎、1931年4月17日公開

### 尾上菊太郎プロダクション
すべて製作は「尾上菊太郎プロダクション」、配給は「新興キネマ」、すべてサイレント映画である。
- 『十六夜蜘蛛 殺法輪転篇』 : 監督押本七之助（押本七之輔）、1932年9月22日公開 - 金井養仙
- 『十六夜蜘蛛 後篇』 : 監督押本七之助（押本七之輔）、1932年10月2日公開 - 金井養仙

### 大都映画
すべて製作・配給は「大都映画」、特筆以外すべてサイレント映画である。
- 『御存知猿飛佐助 後篇』 : 監督大伴竜三、1935年8月8日公開
- 『無茶苦茶喧嘩大将』 : 監督・主演ハヤフサヒデト、1935年11月14日公開
- 『槍の権三』 : 監督石山稔、1936年1月5日公開 - 赤神無想庵
- 『破れ凧』 : 監督土方雄、1936年4月8日公開 - 師範代
- 『神州萬陀羅峡 前篇』[5]（『神州曼陀羅峽 前篇』[4]） : 監督白井戦太郎、1936年5月7日公開 - 勘太
- 『神州曼陀羅峡 後篇』[5]（『神州曼陀羅峽 前篇』[4]） : 監督白井戦太郎、1936年5月22日 公開 - 勘太
- 『松風村雨』 : 監督吉村操、1936年7月30日公開 - 医師、72分尺で現存（NFC所蔵[6]）
- 『西遊記 孫悟空』 : 監督石山稔、サウンド版、1936年10月8日公開 - 金角大王
- 『おさらひ横町』 : 監督八代哲、1937年5月13日公開
- 『夜叉姫変化』 : 監督大伴竜三、1937年5月27日公開
- 『宇都宮釣天井』 : 監督石山稔、サウンド版、1937年7月15日公開 - 安藤対馬守
- 『銀平追分嵐』 : 監督白井戦太郎、解説版、1938年3月3日公開 - 河内屋熊五郎
- 『髑髏』（どくろ） : 監督後藤昌信、1938年4月21日公開 - 赤澤軍平、45分尺で現存（マツダ映画社所蔵[8]）
- 『鬼火まつり』 : 監督石山稔、解説版、1938年5月26日公開
- 『謎の殺人事件』 : 監督後藤昌信、1938年6月2日公開 - 古島剛之助
- 『鞍馬八流』 : 監督後藤昌信、解説版、1938年6月23日公開
- 『神崎東下り』 : 監督石山稔、サウンド版、1938年7月14日公開 - 馬喰の丑五郎
- 『血戦荒神山』 : 監督石山稔、1938年11月3日公開 - 安濃徳
- 『神変唐獅子』[5]（『神変唐獅士』[4]） : 監督石山稔、トーキー、1939年1月10日公開 - 岩戸主膳
- 『潮』 : 監督小崎政房、トーキー、1939年7月6日公開 - 野々山岩五郎
- 『涙の小舟』 : 監督山の内俊英（山内俊英）、トーキー、1939年8月3日公開
- 『怪電波の戦慄 第一篇 人間タンク出現篇』 : 監督山内俊英、トーキー、1939年9月7日公開 - 島の研究所所長山口
- 『怪電波の戦慄 第二篇 透明人間篇』 : 監督山内俊英、トーキー、1939年9月14日公開 - 島の研究所所長山口、34分尺で現存（NFC所蔵[12]）
- 『笑ひの面 第一篇』 : 監督山内俊英、トーキー、1939年10月26日公開 - 川崎編集長、『笑ひの面』題・44分尺で現存（NFC所蔵[6]）
- 『笑ひの面 第二篇』 : 監督山内俊英、トーキー、1939年11月8日公開 - 川崎編集長、同上[6]
- 『阿波の鳴門』 : 監督佐伯幸三、トーキー、1939年11月23日公開 - 小野田郡兵衛
- 『三巴姫君小姓』 : 監督後藤昌信、トーキー、1939年12月31日公開 - 沼田の家老 監物
- 『妖雲白粉蜥蜴 前篇』[5][6]（『妖雲白粉蜥蝪 前篇』[4]） : 監督後藤昌信、トーキー、1940年2月1日公開 - 土手の勘十、『妖雲白粉蜥蜴 総集版』題・35分尺で現存（NFC所蔵[6]）
- 『妖雲白粉蜥蜴 後篇』[5][6] : 監督後藤昌信、トーキー、1940年2月8日公開 - 土手の勘十
- 『銀五郎裸勝負』 : 監督佐伯幸三、トーキー、1940年2月8日公開 - 田崎屋惣ヱ門、11分尺の断片が現存（NFC所蔵[6]）
- 『木曾路八宿』 : 監督後藤昌信、トーキー、1940年8月29日公開 - 土手の勘十、同上[6]
- 『黒潮鬼 前後篇』 : 監督後藤昌信、トーキー、1941年10月9日公開 - 船頭五助